# Lotus 107
A Lotus 107 egy Formula–1-es versenyautó, amelyet a Team Lotus tervezett, eredetileg az 1992-es Formula–1 világbajnokságra, de áttervezett változatát használták 1993-ban, sőt 1994 első néhány versenyén is. Ez volt az utolsó olyan Lotus-versenyautó, amely versenyképes volt és pontokat szállított a csapatnak. Pilótái Mika Häkkinen, Johnny Herbert, Alex Zanardi és Pedro Lamy voltak.

## Tervezése
Habár Chris Murphyhez köthető az autó, de mégis a Gustav Brunner által tervezett Leyton House CG911 volt az alapja. Amikor a Leyton House csapat vezetőjét, Akagi Akirát letartóztatták, a tervezők egy részét szélnek eresztették. Murphy is így került a Lotushoz, így a Brunner által tervezett alapokra felhúzta a saját konstrukcióját. Tíz év után ez volt az első Lotus, amelyikbe bekerült az aktív felfüggesztés, melyet a csapat talált fel, de különféle okok miatt már nagyon régóta nem vetett be.
Kétségtelen, hogy az előd Lotus 102 toldozott-foldozott és elavult felépítéséhez képest a 107-es modell áramvonalasra sikeredett. Motorja a Ford V8-asa lett, amely kis különbségekkel megegyezett a Benetton csapatnak szállítottal. Az autót vezető Johnny Herbert saját bevallása szerint szerette a 107-est vezetni, de nagyon megbízhatatlan volt.

## Versenyben
Először az 1992-es San Marinó-i nagydíjon mutatkozott be a típus, Mika Häkkinen és Johnny Herbert vezetésében. Az bebizonyosodott, hogy gyors autó, és tudja tartani a lépést az élmezőnnyel - viszont rendkívül megbízhatatlan volt. Herbert a 12 versenyéből csak hármat fejezett be. A magyar, a portugál és a japán nagydíjakon a dobogó megszerzése is csak a technikai problémákon bukott el. A csapat ebben az évben 13 gyűjtött ponttal az ötödik lett a bajnokságban.

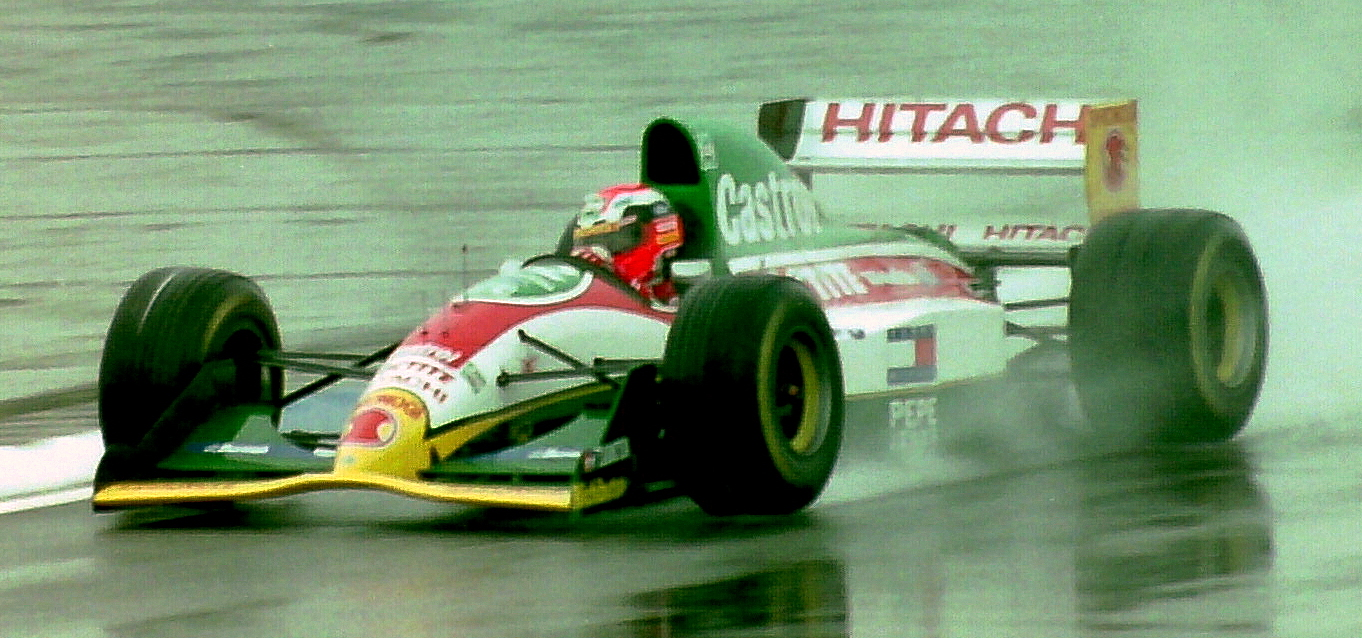
Lotus 107B

Az 1993-as szezonnak ugyanezzel az autóval futottak neki,107B néven. Häkkinen távozott, a helyére Alex Zanardi ült be. A csapat ebben az évben az aktív felfüggesztés továbbfejlesztésével próbálkozott volna, amelyet ők találtak fel. Sajnos a pénzügyi lehetőségek behatároltak voltak, és azt is mind erre a rendszerre költötték, attól nagy előrelépést várva, de ez nem következett be -  hiszen maga a technika sem volt már olyan egyedi, forradalmi újítás, mint egykor. Mindez visszaeséssel járt együtt, 12 pontjuk a konstruktőri 6. helyre volt elég. Zanardi a belga nagydíj szabadedzésén hatalmas balesetet szenvedett, ami miatt az idény hátralévő részében Pedro Lamy helyettesítette.

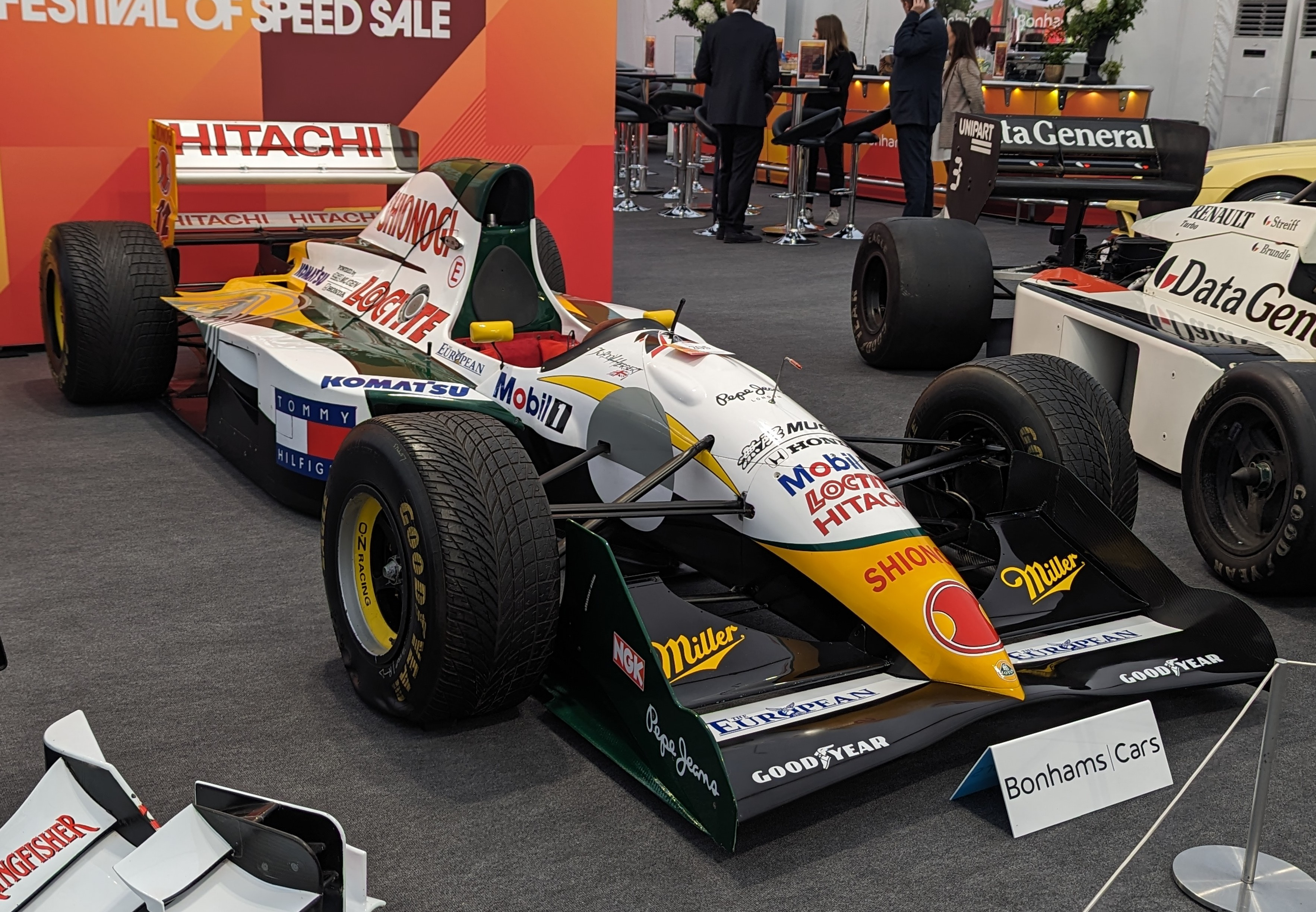
Lotus 107C

Mivel a Lotus ekkoriban már komoly anyagi problémákkal küzdött, 1994 elején is kénytelenek voltak ezt az autót használni, mert az új modell késlekedett. Az első versenyeken így 107C variáns néven nevezték az autót, melyből a szabályváltozások miatt kiszerelték az aktív felfüggesztést, és a motort is lecserélték a Mugen-Honda erőforrásaira. Miután az új, Lotus 109-es modell nem készült el Monacóra sem, és a tragikus san marinói futam után új biztonsági előírásokat vezettek be, így a 107C-t kellett átépíteniük ennek megfelelően, ami egyértelműen pénzkidobás volt.

## Eredmények
| Év   | Csapat     | Kasztni | Motor           | Gumik | Pilóták        | 1   | 2   | 3   | 4   | 5   | 6   | 7   | 8   | 9   | 10  | 11  | 12  | 13  | 14  | 15  | 16  | Pontok | Helyezés |
| ---- | ---------- | ------- | --------------- | ----- | -------------- | --- | --- | --- | --- | --- | --- | --- | --- | --- | --- | --- | --- | --- | --- | --- | --- | ------ | -------- |
| 1992 | Team Lotus | 107     | Ford HB V8      | G     |                | RSA | MEX | BRA | ESP | SMR | MON | CAN | FRA | GBR | GER | HUN | BEL | ITA | POR | JPN | AUS | 13*    | 5.       |
| 1992 | Team Lotus | 107     | Ford HB V8      | G     | Mika Häkkinen  |     |     |     |     |     | KI  | KI  | 4   | 6   | KI  | 4   | 6   | KI  | 5   | KI  | 7   | 13*    | 5.       |
| 1992 | Team Lotus | 107     | Ford HB V8      | G     | Johnny Herbert |     |     |     |     | KI  | KI  | KI  | 6   | KI  | KI  | KI  | 13  | KI  | KI  | KI  | 13  | 13*    | 5.       |
| 1993 | Team Lotus | 107B    | Ford HB V8      | G     |                | RSA | BRA | EUR | SMR | ESP | MON | CAN | FRA | GBR | GER | HUN | BEL | ITA | POR | JPN | AUS | 12     | 6.       |
| 1993 | Team Lotus | 107B    | Ford HB V8      | G     | Johnny Herbert | KI  | 4   | 4   | 8   | KI  | KI  | 10  | KI  | 4   | 10  | KI  | 5   | KI  | KI  | 11  | KI  | 12     | 6.       |
| 1993 | Team Lotus | 107B    | Ford HB V8      | G     | Alex Zanardi   | KI  | 6   | 8   | KI  | 14  | 7   | 11  | KI  | KI  | KI  | KI  | NK  |     |     |     |     | 12     | 6.       |
| 1993 | Team Lotus | 107B    | Ford HB V8      | G     | Pedro Lamy     |     |     |     |     |     |     |     |     |     |     |     |     | 11  | KI  | 13  | KI  | 12     | 6.       |
| 1994 | Team Lotus | 107C    | Mugen-Honda V10 | G     |                | BRA | PAC | SMR | MON | ESP | CAN | FRA | GBR | GER | HUN | BEL | ITA | POR | EUR | JPN | AUS | 0      | -        |
| 1994 | Team Lotus | 107C    | Mugen-Honda V10 | G     | Johnny Herbert | 7   | 7   | 10  | KI  |     |     |     |     |     |     |     |     |     |     |     |     | 0      | -        |
| 1994 | Team Lotus | 107C    | Mugen-Honda V10 | G     | Pedro Lamy     | 10  | 8   | KI  | 11  |     |     |     |     |     |     |     |     |     |     |     |     | 0      | -        |
| 1994 | Team Lotus | 107C    | Mugen-Honda V10 | G     | Alex Zanardi   |     |     |     |     | 9   | 15  |     |     |     |     |     |     |     |     |     |     | 0      | -        |

- 1992-ben 2 pontot szereztek a Lotus 102D modellel